# Bailo
Bailo es un municipio español del partido judicial de Jaca, provincia de Huesca. Pertenece a la comarca de la Jacetania, en Aragón.
Desde el punto de vista eclesiástico, pertenece a la diócesis de Jaca.

## Geografía
El municipio se estructura en dos partes claramente diferenciadas: la que pertenece a la cuenca del río Aragón (el Bailés en sentido restrictivo) y la que ocupa parte de la cuenca del río Asabón. En la divisoria entre ambas vertientes, se encuentra el Cerro de las Colladas (1181 m) y el Castiel Mayor (1111 m), atravesado por el actual puerto de Santa Bárbara (858 m).
Su relieve alterna montes y hondonadas, irrigados por manantiales y barrancos, y genera un paisaje que ha sido modelado por la mano del hombre al menos durante los últimos dos mil años.
Hace unos mil años, este territorio alcanzó su máxima ocupación y colonización, roturando campos de cultivo, aterrazando laderas, desecando lagunas y creando huertos. En aquel entonces, para optimizar la explotación agro-ganadera de la tierra y de los pastos y montes, surgieron no solo los núcleos de población que perviven en la actualidad (Bailo, Larués, Arrés, Alastuey, Arbués y Paternoy), sino decenas de pequeñas aldeas y pardinas que fueron despoblándose a lo largo de la época medieval y moderna.
Parte de su término municipal está ocupado por el Paisaje protegido de San Juan de la Peña y Monte Oroel.

## Toponimia
Aparece citado en la documentación histórica desde el año 948 como Bailo, Bagilo, Bagilu, Bagitu, Bail, Baylo, Bagilese, Basili, Basilo, Uaylo, Vagilo y Vaylo.

## Historia
La historia de Bailo es la historia del Bailés, su comarca natural, y también su territorio histórico, al menos desde el siglo X, cuando se nombra por primera vez como un distrito unitario, cuyos habitantes están unidos por lazos de confraternidad geográfica y vecinal.
Este antiguo territorio coincide aproximadamente con el actual término municipal, integrando el somontano occidental de la sierra de San Juan de la Peña, en la vertiente meridional del río Aragón (Bailo, Larués, Arrés, Alastuey y Arbués) y una parte del valle del río Asabón (Paternoy, Especiello, Gabás, Huértalo, Pequera, Nueveciercos, Chas y Villamuerta).
Se sitúa en el extremo occidental de la Jacetania, en la ribera meridional de la Canal de Berdún y a caballo de las sierras prepirenaicas; limitando con la comarca de las Cinco Villas.
Su localización fronteriza en distintas etapas de la historia ha determinado su peculiaridad como lugar de paso obligado, como puente entre pueblos y culturas, aunque también como barrera militar y como territorio fortificado. Por ello, la importancia patrimonial de la zona se basa en los numerosos caminos históricos y castillos documentados en las fuentes escritas. También en los monasterios, palacios y equipamientos productivos y de servicio (molinos, almazaras, hornos, fuentes, hospitales, etc.) de los que restan vestigios arquitectónicos, arqueológicos o noticias documentales.

## Demografía
Bailo cuenta con una población de 263 habitantes (INE 2024).
| Gráfica de evolución demográfica de Bailo entre 1842 y 2021 |
| |
| Población de derecho según los censos de población del INE Población de hecho según los censos de población del INEEn 1857 crece el término del municipio porque incorpora a Arrés y Paternoy En 1967 crece el término del municipio porque incorpora a Arbués. En 1971 incorpora a Larués |

## Economía

### Evolución de la deuda viva municipal
| Gráfica de evolución de Deuda viva del Ayuntamiento de Bailo entre 2008 y 2019                                |
| |
| Deuda viva del Ayuntamiento de Bailo en miles de Euros según datos del Ministerio de Hacienda y Ad. Públicas. |

## Administración y política
| Período                       | Alcalde                                                                | Partido               |  |
| ----------------------------- | ---------------------------------------------------------------------- | --------------------- |  |
| 1979-1979 1979-1980 1980-1983 | Antonio Torres Íñiguez Juan Antonio Fanlo Fernández Pablo Castán Calvo | PSOE                  |  |
| 1983-1987                     |                                                                        |                       |  |
| 1987-1991                     |                                                                        |                       |  |
| 1991-1995                     |                                                                        |                       |  |
| 1995-1999                     |                                                                        |                       |  |
| 1999-2003                     |                                                                        |                       |  |
| 2003-2007                     |                                                                        | José Miguel Fanlo Gil |  |
| 2015-2019                     | Joaquín A. Giménez Araguás                                             |                       |  |

| Partido político    | Partido político                                   | 2003   | 2007   | 2011   | 2015   |
| Partido político    | Partido político                                   | Ediles | Ediles | Ediles | Ediles |
|                     | Partido de los Socialistas de Aragón (PSOE-Aragón) | 3      | 4      | 5      | 5      |
|                     | Partido Popular de Aragón (PP)                     | 0      | 0      | 2      | 2      |
|                     | Partido Aragonés (PAR)                             | 4      | 1      | 0      | —      |
|                     | Chunta Aragonesista (CHA)                          | —      | 0      | —      | —      |
| Total de concejales | Total de concejales                                | 7      | 7      | 7      | 7      |

## Cultura

### Fiestas y costumbres
- Damas y galanes: 5 de enero. Se empareja a las solteras y solteros y se les otorga una dote y oficio.
- San Sebastián: 20 y 21 de enero. Se celebran hogueras en la plaza del pueblo, el día 20 se organiza una cena con migas y carne.
- San Blas: 3 de febrero. Fiestas menores.
- La Enramada: Víspera del Domingo de Ramos. Se coloca una rama de pino en los balcones de las solteras del pueblo.
- Nuestra señora de la Asunción: 15 de agosto. Fiestas mayores.
- Recreación Histórica de la Estancia del Santo Grial: comienzo de septiembre. Jornadas de recreación histórica que rememoran el paso del Santo Grial por la sede real de Bailo, a comienzos del siglo XI. Incluye una ceremonia cívico-religiosa, una gran comida popular, una conferencia, un coloquio, un mercado medieval y diversos espectáculos de calle ambientados en la Edad Media. Lo organiza la Asociación Acurba y se implica todo el pueblo, cuyos vecinos se visten de época y decoran casas y calles para la ocasión. Se celebra desde el año 2012.
- San Nicolás: 6 de diciembre. Antes se celebraba el 6 para los niños y el 12 para las niñas (Santa Lucía), ahora se ha unificado al día 6. Los niños van por las casas pidiendo dulces y después se hace una gran chocolatada. Los niños cantan: "San Nicolás está en la puerta. Esperando la respuesta. Si le dan o no le dan. Las gallinitas lo pagarán. Ángeles somos, Del cielo venimos, Cestas traemos, Chullas y huevos pedimos." Y las niñas cantan: "Santa Lucía Gloriosa. Que nos viene a visitar. Con los ojos en la mano. Pidiendo la caridad. Ángeles somos,..."
- Romería a la Ermita de Santa Bárbara: Esta romería se celebra durante las tres fechas siguientes:
  - 3 de mayo: Exaltación de la Santa Cruz; en esta fecha se realiza también la bendición de Términos.
  - 15 de mayo: Festividad de San Isidro Labrador.
  - 8 de septiembre: Natividad de la Virgen.

### Personas notables
De Bailo es oriundo el Coloso de Bailo, nacido en la villa durante el siglo XX y famoso en toda la región por sus gigantescas proporciones (sobre todo para la época): medía dos metros y tenía una envergadura «capaz de eclipsar el Sol», según decían sus coetáneos. Se decía que tenía la fuerza de dos machos y medio y gran asombro causaron sus exhibiciones en las fiestas mayores.